# Гусниев, Абдуллах Валиевич
Абдуллах Валиевич Гусниев (1976, Куйбышев, Новосибирская область, РСФСР, СССР) — российский тайбоксер, чемпион мира и Европы.

## Спортивная карьера
Тайским боксом занимался с 1993 года. Является воспитанником махачкалинского ДГЦБИ и школы «Скорпион», занимался под руководством Зайналбека Зайналбекова. В октябре 1997 года в Москве стал чемпионом России. В апреле 1998 года на первом чемпионате Европы в Испании стал победителем. В 1998 году в Муроме вновь стал чемпионом России. В марте 1999 года в Бангкоке стал чемпионом мира. В июле 1999 года в Сочи стал обладателем открытого Кубка России. Лучший боец России по тайскому боксу 1998. После окончания спортивной карьеры работает тренером в школе «Скорпион».

## Достижения и награды
- Чемпионат России по тайскому боксу 1997 — ;
- Чемпионат Европы по тайскому боксу 1998 — ;
- Чемпионат России по тайскому боксу 1998 — ;
- Чемпионат мира по тайскому боксу 1999 — ;

## Личная жизнь
В 1993 году окончил среднюю школу № 29 в Махачкале. В 2003 году окончил юридический факультет дагестанского филиала Московской государственной юридической академии.